# Already Gone
Already Gone (Už jsem pryč) je v pořadí třetím singlem americké zpěvačky Kelly Clarkson z jejího čtvrtého alba All I Ever Wanted.

## Vydání
Singl prvně vyšel 11. srpna 2009. Clarkson na něm spolupracovala s Ryanem Tedderem, který má na svědomí i veleúspěšný singl Halo (který vyšel o půl roku dříve) od Beyoncé. Nejen kvůli tomu byla Clarkson obviňována, že singl ukradla, protože Already Gone a Halo jsou si velmi podobné. Tedder ale něco takového odmítá, stejně tak Clarkson. Ta k nařčení řekla:
"Nikdy jsem Halo neslyšela. Ale když toto album od Beyoncé vycházelo, moje album se už tisklo."
V době, kdy Kelly zjistila podobnost, už to nešlo zastavit. Každopádně se obořila na Teddera, že poslal dvě stejné nahrávky dvěma různým interpretům. Tedder to popírá a říká:
"Already Gone je jedna z nejlepších písní, které jsem napsal od Bleeding Love, a jistě dosáhne větších úspěchů než Halo. Jsou to dvě úplně jiné písně, melodií i textem. Nikdy bych se nesnažil napálit takové zpěvačky jako je Kelly Clarkson nebo Beyoncé tím, že bych jim poslal stejnou nahrávku, ten nápad je naprosto absurdní. Myslím, že když lidé uslyší Already Gone, budou si myslet totéž, co já - že slyší jeden z nejlepší ženských hlasů, který zpívá tak krásně, až to láme srdce. Vyzývám lidi, aby si tuto píseň poslechli a vytvořili si vlastní názor."
Already Gone má oproti Halo mnohem bohatší hudební pozadí. V originální verzi písně hrají elektrické kytary, smyčcové kvarteto, bicí a klavír.

## Text
Clarkson píseň napsala společně s Ryanem Tedderem. Zpívá v ní o lásce, která ale nikdy nemohla fungovat. Nechtěla svému příteli zbytečně ubližovat a tak vztah ukončila, i když to pro ní nebylo snadné. V refrénu říká svému příteli, že jejich rozchod není jeho vina a že on udělal vše, aby jejich vztah fungoval.

## Videoklip
Video zachycuje Clarkson v jakémsi sále, bohatě vyzdobeném. Ona sama se objevuje oblečena střídavě do čtyř dlouhých večerních šatů (zlaté, krémové, nebo dvou šatů černé barvy). V celém sále je ale sama. Hudební nástroje se vznášejí ve vzduchu a přesto hrají, stejně tak o sebe cinkají sklenky držené neviditelnou rukou a na klapky klavíru tlačí neviditelné prsty. Kelly ve scénách, kdy má na sobě černé šaty, nese v ruce bílou kalu. Na chvíli se podívá do zrcadla, ale tam je vidět jen kala, jako by zpěvačka vůbec neexistovala. Video končí, když nástroje přestávají hrát a celý obraz se rozostřuje.

## Umístění ve světě
| Země           | Umístění |
| -------------- | -------- |
| Austrálie      | 12       |
| Rakousko       | 36       |
| Kanada         | 15       |
| Nový Zéland    | 23       |
| Nizozemsko     | 78       |
| Velká Británie | 66       |
| USA            | 13       |
| Švédsko        | 26       |
| Německo        | 23       |